# Tromatobia taiwana
Tromatobia taiwana är en stekelart som beskrevs av Kusigemati 1985. Tromatobia taiwana ingår i släktet Tromatobia och familjen brokparasitsteklar. Inga underarter finns listade i Catalogue of Life.